# Линденберг им Алгој
Линденберг им Алгој (њем. Lindenberg im Allgäu) град је у њемачкој савезној држави Баварска. Једно је од 19 општинских средишта округа Линдау (Бодензе). Према процјени из 2010. у граду је живјело 11.215 становника. Посједује регионалну шифру (AGS) 9776117.

## Географски и демографски подаци
Линденберг им Алгој се налази у савезној држави Баварска у округу Линдау (Бодензе). Град се налази на надморској висини од 764 метра. Површина општине износи 11,8 km². У самом граду је, према процјени из 2010. године, живјело 11.215 становника. Просјечна густина становништва износи 946 становника/km².